# Tullio Marengoni
Tullio Marengoni (7 de abril de 1881 Gardone Val Trompia, Itália — 2 de agosto de 1965 (84 anos) Turim, Itália), foi um engenheiro, inventor e armeiro italiano.

## Carreira
Marengoni iniciou sua carreira na Beretta aos doze anos como um servente e desenvolveu suas habilidades até chegar ao cargo de projetista chefe da maior indústria italiana de armas, a "Fabbrica d'Armi Pietro Beretta" de Gardone Val Trompia na primeira metade do século XX.
Marengoni teve uma longa e bem-sucedida carreira, tendo projetado quase todas as suas armas entre 1914 e 1957, e foi o responsável por estabelecer o padrão das pistolas Beretta 92/96 e da Taurus PT92, além de espingardas esportivas bem conceituadas. Ele também projetou a submetralhadora Beretta Modelo 38, classificada por especialistas como uma das melhores submetralhadoras da Segunda Guerra Mundial. Marengoni era tão devotado à Beretta que na verdade morava nas dependências da fábrica dos 24 anos até se aposentar aos 76, e mesmo assim continuou trabalhando até sua morte em 1965, aos 84 anos.

## Projetos
- Beretta M1915
- Beretta M1915/17
- Beretta M1915/19 (M1922)
- Beretta M1923
- Beretta M1931
- Beretta M1934
- Beretta M1935
- Beretta MAB 18
- Beretta MAB 18/30
- Beretta MAB 38
- Beretta M3